# 五條港交流道
五條港交流道位於臺灣雲林縣臺西鄉五條港，為臺灣台61線指標229公里處的交流道。交流道型式為分離式簡易鑽石型：南出北入匝道位於228.9K，於2003年1月30日通車；北出南入匝道位於230.5K，於2006年4月14日通車。
|      | 229 五條港 | 南下 |             | 台西 五條港 |
| 北上 | 229 五條港 |      | 五條港 台西 |             |

## 外部連結
- 台61線五條港交流道示意圖 （页面存档备份，存于）（交通部公路總局）